# James Owens (Leichtathlet)
James Owens (James Earl Owens; * 5. Juli 1955 in Sacramento) ist ein ehemaliger US-amerikanischer Hürdenläufer, der sich auf die 110-Meter-Distanz spezialisiert hatte.
Bei den Olympischen Spielen 1976 in Montreal wurde er Sechster.
1977 wurde er US-Meister und für die University of California, Los Angeles startend NCAA-Meister. Seine persönliche Bestleistung von 13,46 s stellte er am 2. Juni 1978 in Eugene auf.
Während seines Studiums spielte er auch American Football bei den UCLA Bruins. Von 1979 bis 1984 spielte er in der National Football League, zunächst für die San Francisco 49ers, danach für die Tampa Bay Buccaneers.